# Selskab
|  | Formatering af flertydig artikel Denne flertydige artikel er i øjeblikket ikke tilpasset det vedtagne format for flertydige artikler. |

Et selskab er en gruppe eller sammenslutning, f.eks. en virksomhed eller en forening. 
Erhvervsmæssige selskabsformer:
- Aktieselskab
- Andelsselskab
- Anpartsselskab
- Gensidigt selskab
- Interessentskab
- Kommanditselskab
- Selskab med begrænset ansvar

Typer af erhvervsmæssige selskaber:
- Boligselskab
- Forsikringsselskab
- Holdingselskab
- Multinationalt selskab
- Offentligt selskab

Foreninger:
- Ateistisk Selskab
- Bondevennernes Selskab
- Juridisk Selskab
- Sporvejshistorisk Selskab
- Det Udenrigspolitiske Selskab
- Videnskabernes Selskab
- Værft Historisk selskab